# Songül Öden
Songül Öden (Diyarbakır, 17 de febrer de 1979) és una actriu turca de cinema, teatre, i sèries de televisió. Va néixer a Diyarbakır, al sud-est de Turquia però va créixer a Ankara, sense pare ja que els seus pares, segons ella zazes, van separar-se quan Öden era una nena petita. Va estudiar teatre a la Universitat d'Ankara i cant al conservatori de la Universitat de Hacettepe, també situada a la capital turca d'Ankara. Songül Öden va assolir la fama com a actriu també fora del seu pais, amb la sèrie Gümüş ("plata" en turc), on va ser protagonista juntament l'actor Kıvanç Tatlıtuğ. Songül interpretava el personatge femení principal Gümüş Doğan. Öden treballa amb el Fons de Població de Nacions Unides (UNFPA) i és la portaveu d'ajuda humanitària. Està casada, des de 2020 amb Arman Bıçakçı. El 2021 va ser hospitalitzada per COVID-19.